# NGC 1528
NGC 1528 is een open sterrenhoop in het sterrenbeeld Perseus. Het hemelobject werd op 28 december 1790 ontdekt door de Duits-Britse astronoom William Herschel.
Vanuit de Benelux gezien kan NGC 1528, tijdens de culminatie, tot in het zenit klimmen.

## Synoniemen
- OCL 397